# Il Mattino di Padova
il mattino di Padova è un quotidiano pubblicato a Padova che si occupa principalmente della cronaca cittadina e della provincia. 
Dal 2023 è pubblicato da Nord Est Multimedia S.p.a., società editrice che possiede altri tre quotidiani locali in Veneto: la tribuna di Treviso, la Nuova Venezia e il Corriere delle Alpi. Ha sede in via Nicolò Tommaseo, ed è il quotidiano più venduto nella provincia euganea. 

## Storia
Il primo numero de il mattino di Padova uscì il 28 marzo 1978, pubblicato dall'editore Giorgio Mondadori e vide tra i fondatori Amedeo Massari. In breve tempo supera in copie vendute L'Eco di Padova, quotidiano concorrente creato in tutta fretta da Rizzoli su pressione dei leader politici della Democrazia Cristiana Flaminio Piccoli e Antonio Bisaglia. Poco tempo dopo entra a far parte della catena dei quotidiani locali del gruppo Finegil, guidato da Carlo Caracciolo e controllato dal Gruppo Editoriale L'Espresso.
Direttori de il mattino di Padova sono stati Giovanni Valentini, Fabio Barbieri, Paolo Ojetti, Alberto Statera, Omar Monestier, Antonio Ramenghi (proveniente dalla Gazzetta di Modena, dal 24 marzo 2012) e dal 1º luglio 2014, Pierangela Fiorani, già direttore della Provincia Pavese e della Sentinella del Canavese.
Dal 20 aprile 2016 il direttore è Paolo Possamai.
La vendita media giornaliera nel mese di marzo 2021 è stata di 13.680 copie.

## Diffusione
| Anno | Copie vendute |
| ---- | ------------- |
| 2008 | 30 240        |
| 2007 | 30 216        |
| 2006 | 30 189        |

Dati Ads - Accertamenti Diffusione Stampa